# Поулгара
Поулгара (на английски: Polgara the Sorceress), известна като Поулгара Магьосницата, е фантастичен персонаж от серията Белгариада на Дейвид Едингс. Тя е дъщеря на магьосника Белгарат. Поулгара има сестра наречена Белдаран и двете заедно израстват опеката на джуджето Белдин и братята Белтира и Белкира, всички подчинени на Алдур. Поулгара преживява много време сред астурианците в Во Уакюн. Тя е натоварена с тежката задача да държи в тайна рода на наследници на Риванския Трон, за да се роди Гарион, „Детето на Светлината“, с когото прекарва 16 години във фермата на Фалдор. Най-често приема формата на Сова.